# Norn
O norn é uma língua germânica setentrional extinta, falada nas ilhas Shetland e Órcadas, situadas na costa norte da Escócia, e em Caithness. Após a soberania das ilhas ser transferida à Escócia pela Noruega, no século XV, o idioma foi substituído gradualmente pelo ânglico escocês.

## História
Norn é uma língua escandinava (norte-germânica) que foi falada  em  Shetland (Hjatland), Orkney e Caithness (Escócia) até os séculos XVIII e XIX. A língua descende da língua nórdica antiga (“Norse”) e foi trazida para a Escócia e ilhas do Atlântico Norte por migrantes vindos do oeste da hoje Noruega, viquingues no século IX. As línguas vivas mais próximas são o Faroês,o Islandês e o Nynorsk (forma do norueguês baseada em dialetos do oeste da Noruega).
A língua ânglica escocesa ("Scots") passou a substituir gradualmente o Norn desde que o controle de Shetland e Orkney passou dos dinamarqueses aos escoceses no século XV (Orkney em 1468, Shetland no ano seguinte). Desde 1400 muitas pessoas já migravam do norte da Escócia para as ilhas e, quando o escocês se tornou língua oficial, o Norn ficou marginalizado, sendo língua dos pescadores e pequenos agricultores pobres. Em 1560, com a reforma protestante chegando à Escócia, novas escolas de nível médio e clérigos reformistas de língua escocesas se estabeleceram nas ilhas, reforçando agora o inglês.
A partir de 1740 uma versão da Bíblia em língua inglesa passou a ser ensinada nas escolas e se tornaram comuns atitudes hostis aos “Norns”. Os avós se negavam a ensinar dat auld dirt ("esse velho lixo") aos seus netos. Já no século XIX a transição linguístico-cultural do Norn para o Escocês estava quase completa, restando poucas ilhas isoladas como Foula, Unst, Yell e Fetlar. Em 1850, faleceu Walter Sutherland em Unst, o último falante nativo de Norn conhecido por nome, e último dos falantes de Unst. O linguista feroês Jakob Jakobsen ainda relata falantes mais tardios em Foula, e mesmo em 1893 são relatados habitantes de Unst e Foula que ainda saberiam algumas frases e cantos, mas sem proficiência. No entanto, resquícios da língua, tais como a pronúncia e nomes de plantas, animais, locais, condições de tempo, etc. de origem Norn ainda são perceptíveis nos dialetos de  Shetland e Orkney.
As mais antigas inscrições em Língua Nórdica Antiga foram encontradas em Shetland e Orkney, em escrita rúnica, e datam do século X. O Norn apareceu escrito pela primeira vez por volta do século XVII, mas sobrevivem pouquíssimos textos. O idioma era escrito em alfabeto latino com duas ortografias diferentes, uma baseada no inglês, outra o “Norse”.
Tem havido esforços para fazer o renascimento da língua, incluindo o Projeto Nynorn, que tem como objetivo recriar o Norn como uma língua “viva e utilizável, como se a mesma houvesse permanecido incólume até hoje".

## Classificação
O Norn é uma das línguas indo-européias, das línguas escadinavas (norte-germânicas. É do ramo ocidental como o Islandês, o Norueguês, o Faroês, oposto ao ramo das orientais como o sueco e o dinamarquês. Análises mais recentes permitem outra divisão das escandinavas, em “continentais” (Norueguês, Sueco, Dinamarquês) e “insulares” (Islandês, Faroês), ficando o Norn junto com as insulares por ter sido muito influenciada pelo Faroês, com similaridades em gramática e fonética. 

## Fonologia
A fonologia do norn não pode ser corretamente determinada por falta de fontes materiais, mas podem ser feitas suposições e extrapolações com base em algumas fontes escritas que ainda existem. O norn deveria compartilhar características com dialetos do sudoeste da Noruega. Isso inclui a modificação vocálica de de /p, t, k/ para [b, d, g] antes ou entre vogais e a conversão de /θ/ et /ð/ (respectivamente "thing" e "that" do Inglês) respectivamente para [t] e [d].

## Gramática
Os elementos gramaticais do norn eram muito similares aos das demais línguas escandinavas, assim, havendo dois números (Sing., Pl.) , três gêneros (M, F, N) e quatro casos gramaticais (nominativo, acusativo, genitivo, dativo). São duas conjugações principais de verbos no Presente e no Passado, feitas por meio de sufixos.

## Classificação
O Norn é uma das línguas indo-europeias, das línguas escandinavas (norte-germânicas. É do ramo ocidental como o Islandês, o Norueguês, o Feroês, oposto ao ramo das orientais como o sueco e o dinamarquês. Análises mais recentes permitem outra divisão das escandinavas, em “continentais” (Norueguês, Sueco, Dinamarquês) e “insulares” (Islandês, Faroês), ficando o Norn junto com as insulares por ter sido muito influenciada pelo Feroês com similaridades em gramática e fonética.

## Exemplos de textos
Duas versões do pai nosso.
- Norn das Órcades (Por James Wallace em 1690, publicada em An Account of the Islands of Orkney. London: Jacob Tonson, 1700): 
  - Favor i ir i chimrie, / Helleur ir i nam thite,
  - gilla cosdum thite cumma, / veya thine mota vara gort
  - o yurn sinna gort i chimrie, / ga vus da on da dalight brow vora
  - Firgive vus sinna vora / sin vee Firgive sindara mutha vus,
  - lyv vus ye i tumtation, / min delivera vus fro olt ilt, Amen.
- Norn das Shetland (por George Low -1770's publicada em  A Tour through the Islands of Orkney and Schetland. Kirkwall: William Peace), 1879:
  - Fy vor or er i Chimeri. / Halaght vara nam dit.
  - La Konungdum din cumma. / La vill din vera guerde
  - i vrildin sindaeri chimeri. / Gav vus dagh u dagloght brau.
  - Forgive sindorwara / sin vi forgiva gem ao sinda gainst wus.
  - Lia wus ikè o vera tempa, / but delivra wus fro adlu idlu.
  - For do i ir Kongungdum, u puri, u glori, Amen
- Frases em Nynorn
  - Guðen dag – Bom dia
  - Hvarleðes hever du dað? – Como vai você?
  - Eg hev dað gott, takk, og du? – Vou bem e você?
  - Hvat heder du? – Como é se nome?
  - Eg hedi ... – Meu nome é ...
  - Hvaðan ert du? – De onde você é?
  - Eg er ur Hjetlandi – Eu sou de Shetland.